# Ferhat Özcep
Dieser Artikel wurde wegen inhaltlicher Mängel auf der Qualitätssicherungsseite des Portals Geowissenschaften eingetragen. Dies geschieht, um die Qualität der Artikel im Themengebiet Geowissenschaften zu steigern. Bitte hilf mit, die Mängel zu beseitigen, oder beteilige dich an der Diskussion. (+)

Begründung: Das einzige was wirklich wichtig ist fehlt, nämlich eine Beschreibung seines Werks

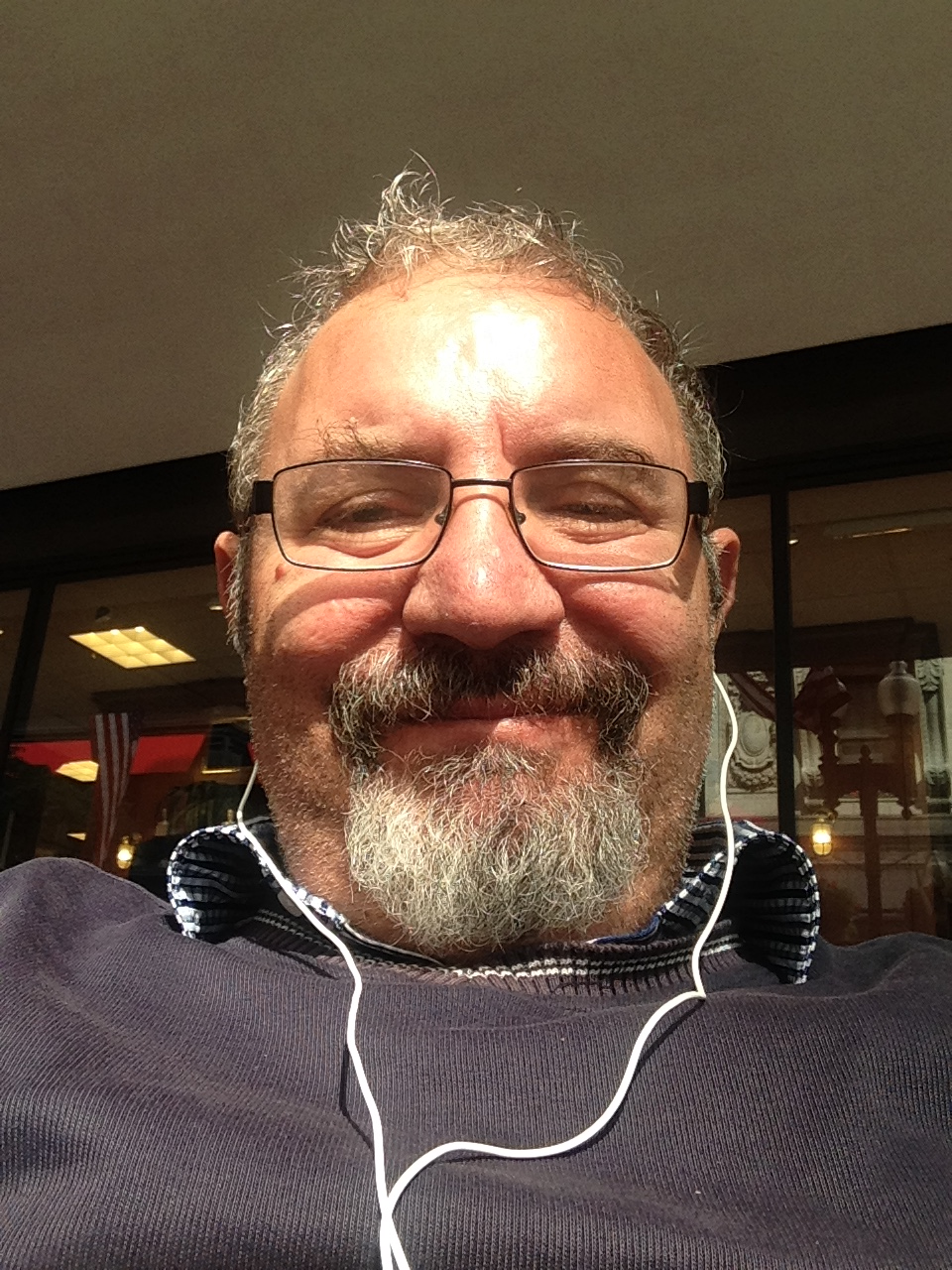
Ferhat Özcep, 2017

Ferhat Özcep (* 23. Januar 1968 in Zonguldak; † 9. Februar 2023 in Istanbul) war ein türkischer Geophysiker und Wissenschaftshistoriker. 

## Leben
Özcep studierte Geophysik an der Universität Istanbul und erlangte 1999 dort seinen Doktortitel. Von 1992 bis 2000 war Özcep Assistent an der Universität Istanbul. Von 2004 arbeitete er als Assistenzprofessor am Geophysik Institut der Universität Istanbul. 

## Schriften
- Mit N. Orbay: Geophysik und seine Historische Entwicklung (in Türkisch), 2002, 446 Seiten, Istanbul University Pub., No: 4347, ISBN 975-404-664-6, Istanbul.
- Böden unter Statischen und Dynamischen Lasten (in Türkisch), 2005, Publication of Chamber of Geophysical Engineers of Turkey, 237 seiten, ISBN 975-395-974-5, Ankara.
- Statische und Dynamische Analyse von Böden (in Türkisch), 2006, Publication of Chamber of Geophysical Engineers of Turkey., ISBN 9944-89-195-9, 551 Seiten, Ankara.
- Microzonation: Grundsätze und Anwendungen, (in Türkisch), 2007, Publication of Chamber of Geophysical Engineers of Turkey., 211 Seiten, ISBN 978-9944-89-231-5, Ankara.
- Mit N. Orbay: History of the Geophysical Sciences in Istanbul (Turkey) since 1600, 1997, In GEOMAGNETISM AND AERONOMY: With special historical case studies (Ed. W. Schroder), Science Edition, Comm. History IAGA/History Commission DGG, ISSN 0179-5856, Pages: 111–122.